# Брезон
Брезо́н (фр. Brezons, окс. Breson) — коммуна во Франции, находится в регионе Овернь. Департамент — Канталь. Входит в состав кантона Пьерфор. Округ коммуны — Сен-Флур.
Код INSEE коммуны — 15026.
Коммуна расположена приблизительно в 440 км к югу от Парижа, в 95 км южнее Клермон-Феррана, в 30 км к востоку от Орийака.

## Население
Население коммуны на 2008 год составляло 212 человек.
| 1962 | 1968 | 1975 | 1982 | 1990 | 1999 | 2008 |
| ---- | ---- | ---- | ---- | ---- | ---- | ---- |
| 345  | 451  | 350  | 310  | 252  | 208  | 212  |

## Экономика
В 2007 году среди 127 человек в трудоспособном возрасте (15—64 лет) 85 были экономически активными, 42 — неактивными (показатель активности — 66,9 %, в 1999 году было 57,0 %). Из 85 активных работали 81 человек (53 мужчины и 28 женщин), безработных было 4 (1 мужчина и 3 женщины). Среди 42 неактивных 8 человек были учениками или студентами, 21 — пенсионерами, 13 были неактивными по другим причинам.

## Достопримечательности
- Церковь Сент-Илер (XII—XIII века). Памятник истории с 1927 года[3]
- Донжон Ла-Буаль (XV век). Памятник истории с 1958 года[4]

## Фотогалерея

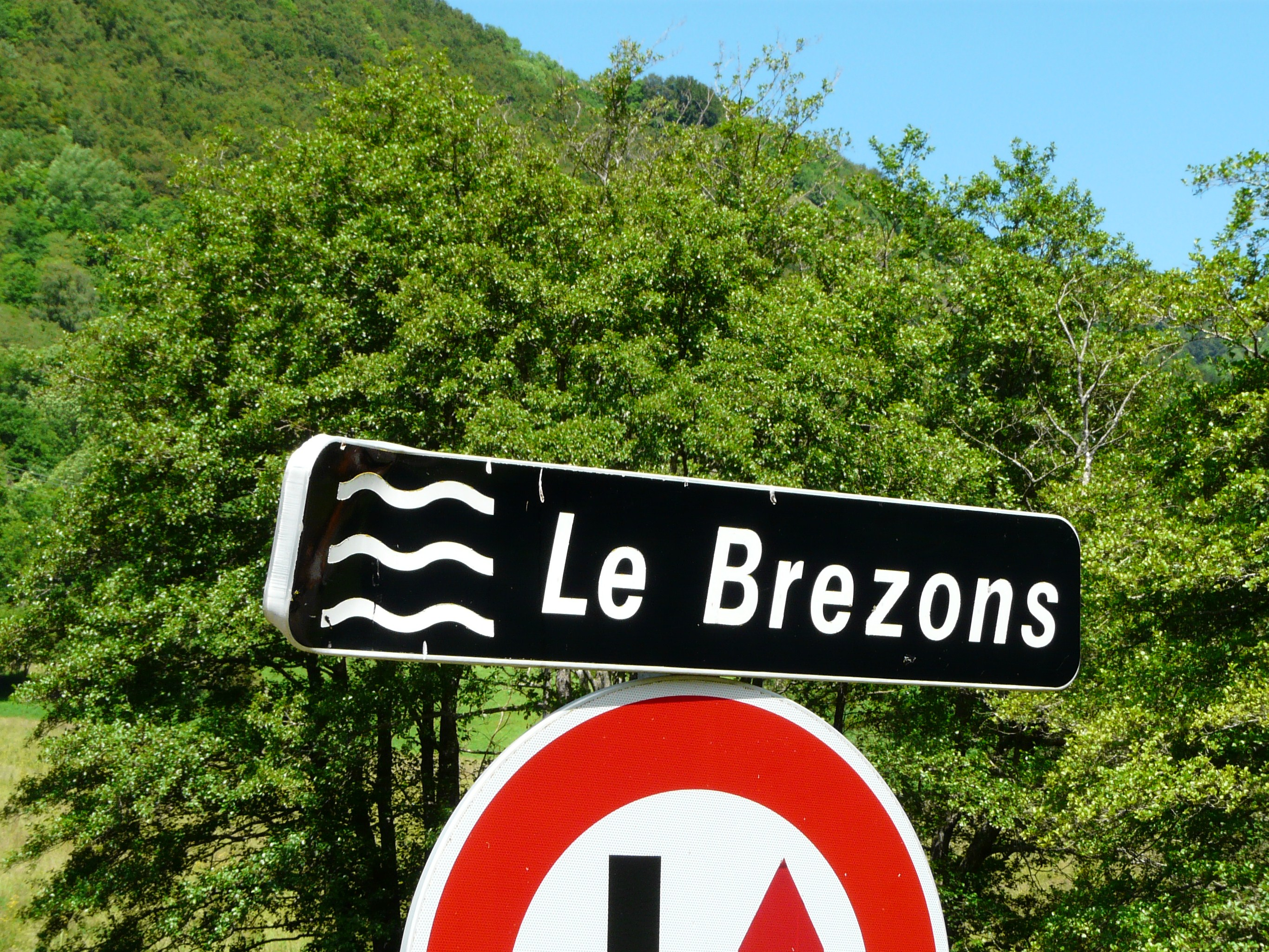
Табличка на въезде
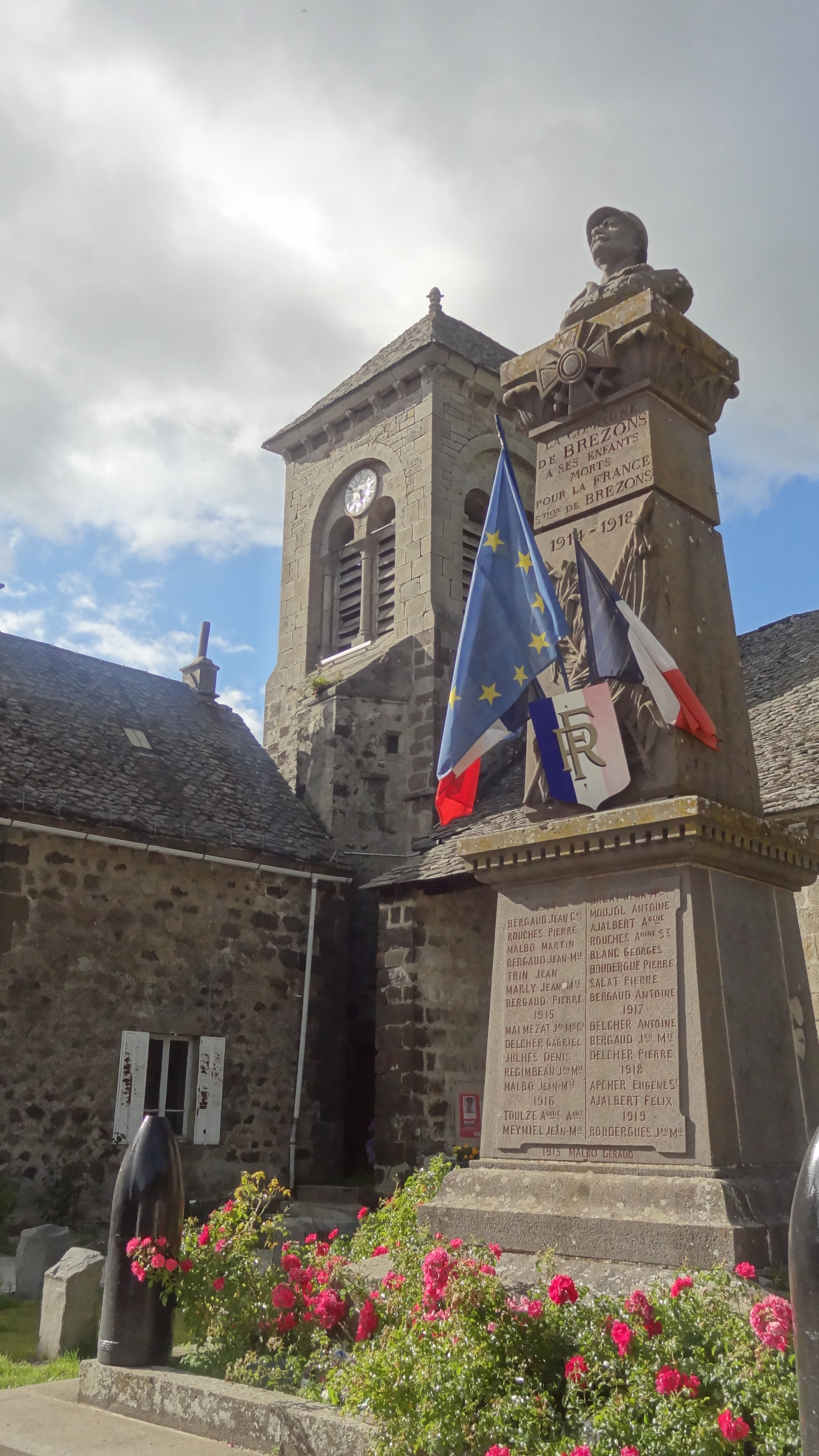
Мемориал
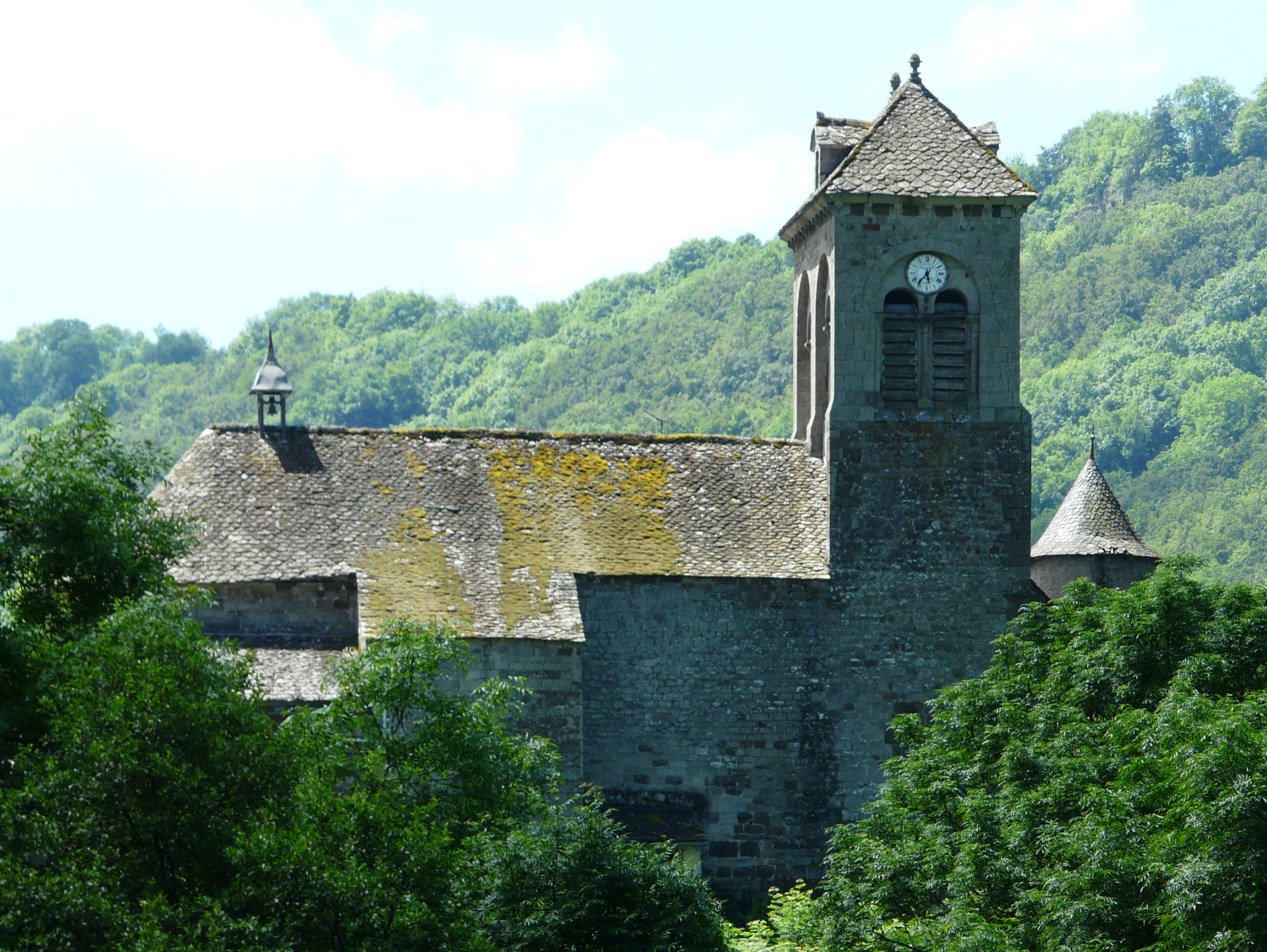
Церковь Сент-Илер
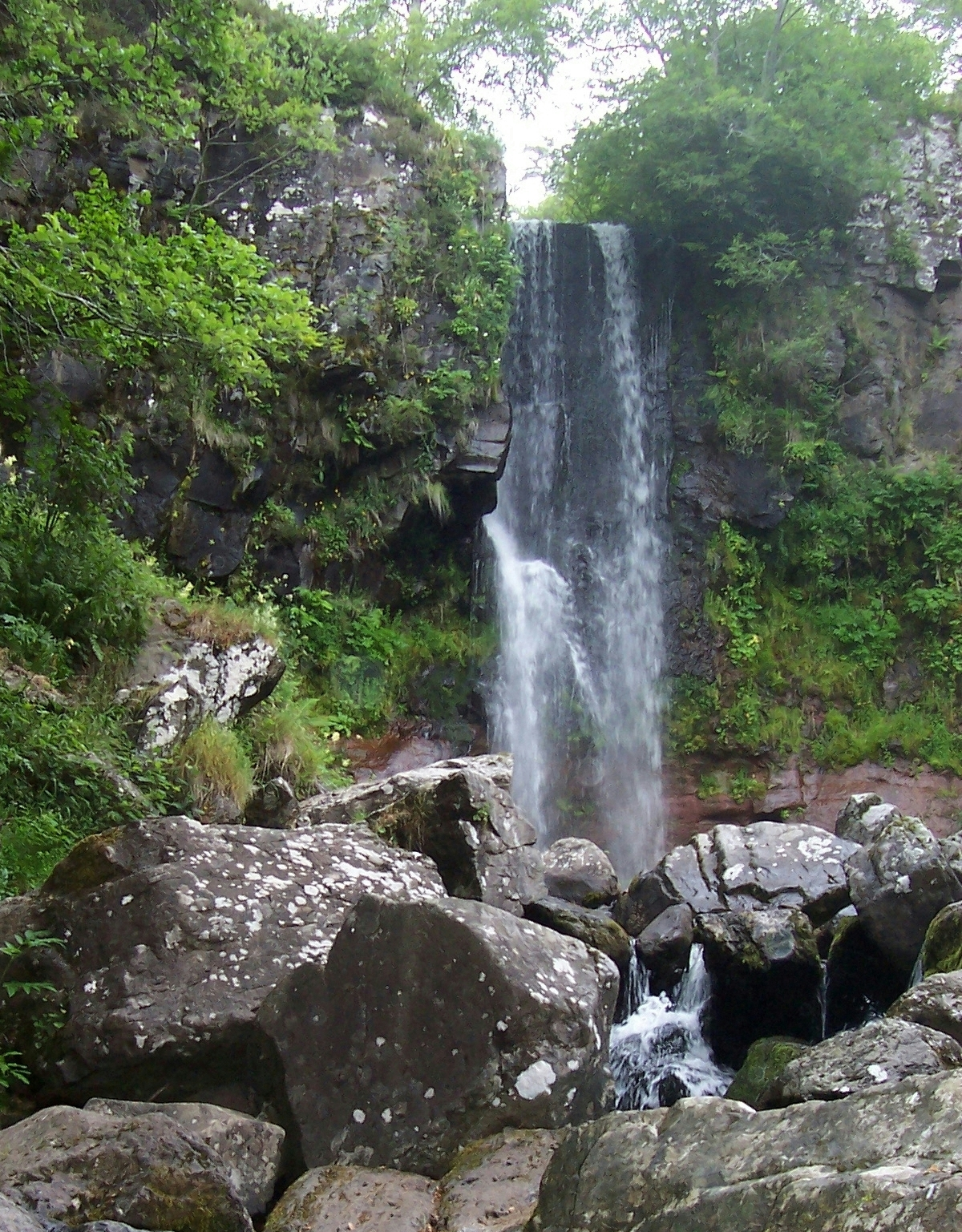
Водопад
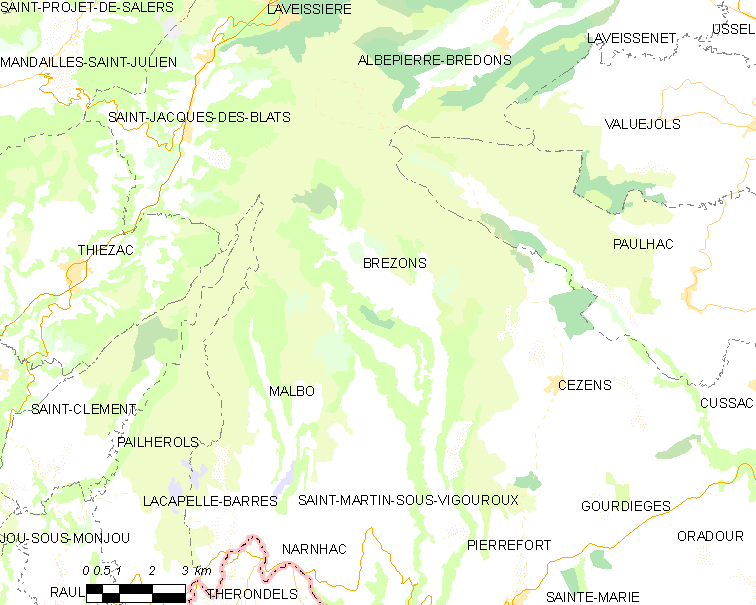
Карта коммуны